# Lý Hoàn (nhà Kim)
Lý Hoàn (chữ Hán: 李完, ? – 1197), tự Toàn Đạo, người huyện Mã Ấp, phủ Sóc Châu , quan viên nhà Kim.

## Sự nghiệp
Hoàn trúng khoa Kinh đồng,, tiếp đó đỗ Từ phú tiến sĩ.
Ban đầu Hoàn được điều làm Trừng Thành chủ bộ, được dân yêu mến, lập từ mà thờ. Triều đình xét liêm chính, Hoàn được thăng làm Định Tương (huyện) lệnh, triệu bổ làm Thượng thư tỉnh lệnh sử. Bấy giờ triều đình cho rằng thiếu người xét liêm chính của huyện lệnh, Kim Thế Tông tuyển lại giỏi 8 người đi tra xét khắp nơi, Hoàn là một trong bọn họ.
Năm Minh Xương đầu tiên (1190) thời Kim Chương Tông, Hoàn được làm Giám sát ngự sử. Theo lối cũ, lệnh sử của Ngự sử đài đều là Lệnh sử của 6 bộ lần lượt tạm bổ, các viên Lại cũng như vậy, thành ra họ không chịu đàn hặc quan viên khác. Hoàn nói: “Thượng thư tỉnh lệnh sử, thời Chánh Long dùng tạp lưu , đầu thời Đại Định, thái sư Trương Hạo tâu xin, mới thuần chọn tiến sĩ, thiên hạ lấy làm phải. Xin lấy con cháu quan tam phẩm cùng cử nhân tràng cuối, ủy cho đài quan vời dùng.” Chương Tông theo lời ông.
Hoàn được cất nhắc làm Thượng thư tỉnh đô sự, ra làm Đồng tri Hoành Hải quân tiết độ sứ sự, Hà Gian phủ Trị trung. Đề hình tư nói: “Hoàn thạo pháp luật, có tài trị lý, quân dân không còn ngăn cách.” Vì thế Hoàn được nâng làm Thấm Châu thứ sử, còn có tỷ thư khen dụ. Sau đó Hoàn được thăng làm Đồng tri Quảng Ninh phủ.
Từ trước, dân Liêu là Thôi Nguyên vào thành uống rượu không về, người ta tìm thấy thây của anh ta dưới sông. Hữu tư bắt bạn rượu của anh ta để tra khảo, đều kết án họ; Đề hình tư ngờ họ bị oan, đem vụ án giao cho Hoàn. Hoàn xét ra, bắt được hung thủ là thành viên thủy quân, bèn tha cho bạn rượu của nạn nhân. Sau đó Hoàn được đổi làm Bắc kinh Lâm Hoàng lộ Đề hình phó sứ.
Năm Thừa An thứ 2 (1197), Hoàn được thăng làm Thiểm Tây Tây lộ chuyển vận sứ, ít lâu sau được thụ chức Nam kinh lộ Án sát sứ, rồi mất.
Sử cũ nhận xét Hoàn có sở trường về lại trị, đến nơi nào thì kẻ gian ác ở đấy bị dẹp yên, dân chúng được nhờ.